# Héroes del Silencio
Héroes del Silencio (a veces abreviado Héroes o por sus iniciales HDS) fue un grupo español de rock radicado en Zaragoza, formado inicialmente por Juan Valdivia (guitarra solista) y Enrique Bunbury (voz y guitarra rítmica), y completado con Joaquín Cardiel (bajo) y Pedro Andreu (batería), a mediados de los años 80. Experimentaron un gran éxito en España e Hispanoamérica, así como en varios países europeos, incluyendo Alemania, Bélgica, Suiza, Francia e Italia, convirtiéndose en uno de los grupos más exitosos de la historia del rock en español. Después de doce años en los que vendieron más de seis millones de discos en más de treinta y siete países, y en los que ofrecieron más de mil conciertos, la banda se separó en 1996.
Sus señas de identidad fueron una imagen muy característica, con una iconografía y simbología muy particulares, y una música caracterizada por unas letras ambiguas y trascendentales, arpegios complicados y una sólida base rítmica. Entre sus influencias literarias se han citado escritores como William Blake y Charles Baudelaire, y entre las musicales a grupos como Led Zeppelin y The Cult.
En 2007, conmemorando el vigésimo aniversario de sus primeras grabaciones y once años después de su ruptura, anunciaron su regreso con una gira de diez conciertos en España y América, titulada genéricamente Héroes del Silencio Tour 2007. Después de la gira se separaron definitivamente.
Sus cuatro álbumes de estudio han sido incluidos por la revista musical Al Borde en la lista de los 250 mejores de todos los tiempos del rock iberoamericano: Senderos de traición (n.º 5), Avalancha (n.º 35), El espíritu del vino (n.º 117) y El mar no cesa (n.º 119). Su canción «Entre dos tierras» ha sido considerada por la revista digital Satélite Musical como la decimonovena mejor de todos los tiempos del rock hispano en general.
La revista Rolling Stone los calificó en 2012 como el segundo mejor grupo de rock español de la historia.
En 2007 fueron homenajeados por la discográfica EMI en reconocimiento a sus más de seis millones de discos vendidos, además de recibir el Premio Ondas Especial del Jurado.

## Historia

### Inicios (1984-1990)
Los orígenes de Héroes del Silencio se sitúan en la ciudad de Zaragoza, a principios de los años 1980. Allí, los hermanos Pedro (batería) y Juan Valdivia (guitarra) comenzaron a dar sus primeros pasos en el mundo de la música, junto con un primo de ambos, Javier Guajardo Valdivia —que era el cantante— formando el conjunto Zumo de Vidrio. El contexto musical de aquel momento en España estaba dominado por grupos generados en la "movida madrileña" como Alaska y Dinarama, Radio Futura, Nacha Pop, Gabinete Caligari y Los Secretos, además de los barceloneses El Último de la Fila. Los artistas extranjeros más influyentes pertenecían a estilos más diversos: Michael Jackson, The Police y Dire Straits.
Durante esa época, conocieron a Enrique Ortiz de Landázuri (después Enrique Bunbury), que tocaba el bajo y cantaba en Proceso Entrópico, banda con la que compartieron algunos escenarios, y a quien en 1984 invitaron a sumarse al grupo. Bunbury aceptó y comenzaron (como trío, tras abandonar el primo de los Valdivia la formación) sus primeras actuaciones (la primera, el 16 de diciembre de 1984), además de grabar su primera maqueta con los temas "Olvidado", "Sindicato del riesgo", "Héroe del silencio" (después llamada "Héroe de leyenda") y "Hologramas". Como el estilo oscuro y simbólico, con claras influencias post punk, de las nuevas composiciones tenía muy poco que ver con el pop de Zumo de Vidrio, decidieron cerrar su etapa y refundar el grupo. En 1985, se incorporó al mismo un nuevo bajista, Joaquín Cardiel, para descargar de trabajo a Enrique, que cantaba y componía las letras. Ese mismo año Pedro Valdivia dejó la formación para centrarse en sus estudios, y fue sustituido por el batería zaragozano Pedro Andreu.
El nombre surgió por casualidad, cuando se dirigían con su primera maqueta a las instalaciones de Radio Zaragoza para promocionarla, y aún no habían decidido cómo iban a llamarse. Entonces, uno de ellos sugirió "Héroes del Silencio" ("Héroe del silencio" era el título de una de sus canciones, que luego cambiaron por "Héroe de leyenda"), y al resto les gustó la idea, quedando como nombre definitivo de la formación. Ya como Héroes del Silencio afrontaron sus primeros retos: en 1986 consiguieron ganar la fase regional del Festival de Benidorm, y quedaron finalistas del concurso "Nuevo Pop Español" de Radiocadena Española, en cuya final, celebrada en Salamanca, comenzaron a ser seguidos por ejecutivos discográficos, además de despuntar ese año en las Fiestas del Pilar. Tras telonear a grupos como Alphaville, La Unión y El Último de la Fila, Gustavo Montesano (productor y guitarrista de Olé Olé) acudió a Zaragoza para verlos en directo en enero de 1987. El grupo causó una gran impresión a Montesano, que inmediatamente se lo recomendó a la multinacional EMI.
El recelo de la discográfica con el nuevo grupo le llevó a ofrecerles comenzar con un EP de cuatro temas, y grabaron, a finales de 1987 Héroes del Silencio. El disco alcanzó las 30 000 copias vendidas, lo que supuso un récord de ventas para un maxi de debut en España. Tras este éxito, EMI decidió lanzar el primer LP de Héroes del Silencio, compuesto por sus integrantes durante el resto de ese año y publicado en octubre de 1988. El mar no cesa vendió 150 000 copias, alcanzando el Disco de platino. Después, la banda comenzó la Gira El mar no cesa, bien promocionada por la discográfica, y en la que confirmó su potente directo.

### Afianzamiento (1990-1993)

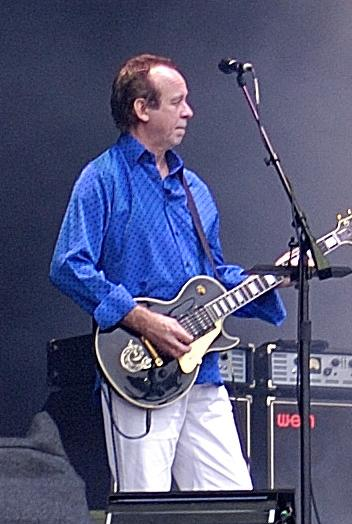
Phil Manzanera fue el productor de la etapa más gloriosa de Héroes. El músico británico produjo Senderos de Traición y El espíritu del vino, los dos discos más exitosos de la banda.

En un concierto de la gira, en Calatayud, los vio actuar el productor Phil Manzanera, exmiembro de Roxy Music, a quien le causaron muy buena impresión. Manzanera, convencido de su potencial, se ofreció para producirles un nuevo álbum, y en septiembre de 1990 volvieron al estudio para grabar su segundo disco: Senderos de traición.
La grabación se llevó a cabo entre Madrid y Londres; algunos temas ya habían sido presentados durante la Gira El mar no cesa, y otros como "Decadencia" y "El cuadro II", que ya hacía tiempo que habían sido compuestos, fueron mejorados para su inclusión en el disco. Este resultó ser un conjunto de canciones potentes y emocionales que mostraron el progreso experimentado por el grupo, con temas como "Entre dos tierras" y "Maldito duende".
La crítica los comparó en esa época con The Mission, al tener puntos en común con los británicos como el tipo de arpegios, las letras crípticas, la sonoridad en general, la estética y la simbología. Años después, Bunbury consideró esta etapa la cumbre de Héroes, su momento de oro. Llegaron a decir que "el primer disco no reflejaba exactamente lo que era el grupo, reflejaba una parcela concreta (...) Hemos buscado un sonido más directo, una mayor energía, grabando con sonido ambiental y el bajo y la batería al mismo tiempo, porque así se consigue el feeling".
Durante la realización del álbum, grabaron también la versión en inglés de los temas "Entre dos tierras" y "Maldito duende", pero al final decidieron no publicarlas y quedarse con las grabaciones.
En dos semanas, el álbum se colocó en el número uno de ventas en España con unas 400 000 copias vendidas. En 1991 pusieron en marcha la gira Tour Senda, que incluyó 140 conciertos por todo el país y culminó con una minigira por Alemania, Suiza, Bélgica y Francia. El año 1992 lo dedicaron a la toma de contacto con el público europeo, actuando en 54 conciertos por varios países del continente, en una gira sufragada con las ganancias de los conciertos en España. Ese mismo año dieron sus primeros conciertos en México, el año de las celebraciones del V Centenario, lo que provocó según Bunbury un ambiente hostil que convirtió los conciertos en mera anécdota. Durante esa gira, que duró dos semanas, conocieron al guitarrista Alan Boguslavsky, que más tarde se convirtió en miembro del grupo.

### Consagración (1993-1996)

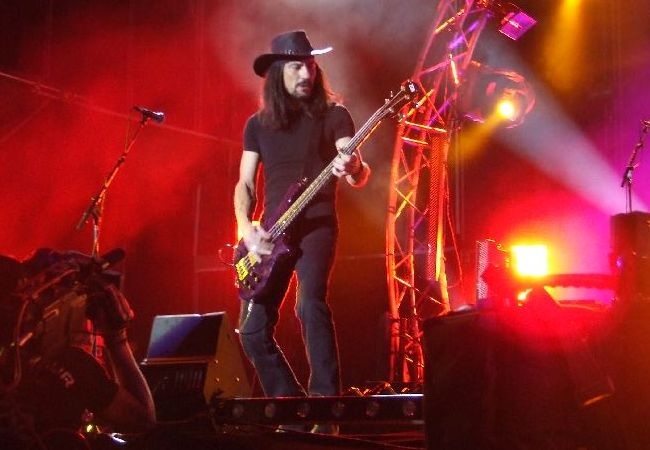
Joaquín Cardiel, bajista del grupo, admirador de la cultura india, y cuyo look en muchas ocasiones estaba basado en la misma.

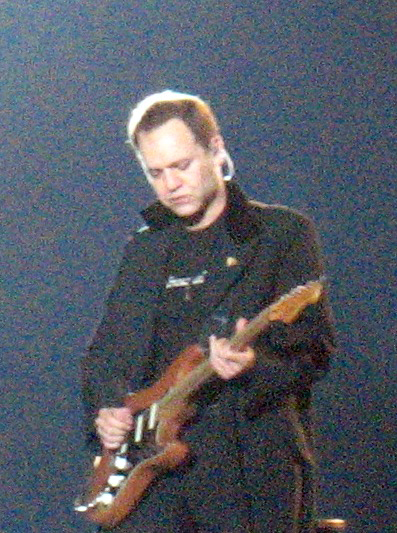
Las desavenencias musicales entre Juan Valdivia (en la imagen) y Enrique Bunbury se fueron acrecentando desde el tercer álbum de la banda.

A principios de 1993, volvieron al estudio de grabación para registrar lo que sería su tercer álbum de estudio, El espíritu del vino, que contó también con la producción de Phil Manzanera. La grabación se llevó a cabo en los estudios Metropolis de Londres y concluyó en marzo. Fue el álbum más complejo y extenso de la banda y en el que las letras de Enrique se volvieron más enigmáticas. Formaron parte del álbum canciones que pasarían a formar parte de su repertorio más conocido, como "Nuestros nombres" o "La sirena varada", y fue publicado en junio de forma simultánea para toda Europa.
Nada más publicarse el disco, se embarcaron en la gira El Camino del Exceso, que les llevaría por Europa y América con un total de 134 conciertos, e incorporó al guitarrista mexicano Alan Boguslavsky como segunda guitarra. Es de reseñar que el 20 de julio la banda fue recibida en audiencia por el Príncipe Felipe, que se había declarado seguidor del grupo, como reconocimiento a su difusión del idioma castellano por el mundo. El encuentro tuvo su punto de polémica cuando Enrique, a la salida de la recepción, se declaró ante la prensa antimonárquico.
1993 fue también el año de su eclosión internacional. Este hecho comenzó con su intervención en un festival en Berlín contra el racismo que ratificó su éxito en Alemania, donde el álbum vendió 250 000 copias y fue n.º 1 de ventas, al igual que en España, México y Suiza. A su difusión contribuyó la emisión de sus vídeos musicales para todo el continente a través de la cadena musical MTV.
El tour incluyó también una gira de dos meses en Iberoamérica, con 26 conciertos en México, Chile y Argentina. Tras la prolongada gira, que culminó con cinco festivales en Alemania y Finlandia en julio de 1994, el grupo se tomó vacaciones. Como posteriormente reconocieron, los excesos y lo prolongado de la gira habían dañado seriamente la cohesión de la banda y habían provocado una profunda crisis interna.
Como forma de superar la crisis, los cuatro músicos buscaron la espiritualidad y la relajación y se concentraron durante dos meses del otoño de 1994 en un enclave aislado del Pirineo aragonés, cerca de Benasque. Allí discutieron su futuro, buscaron soluciones y planificaron su próximo disco, previsto para 1995. Una de las decisiones tomadas fue el cambio de productor, con el fin de dar un giro a su proyecto, que también incluyó los cambios de mánager y diseñador gráfico. Se pusieron en manos del prestigioso Bob Ezrin, productor de grandes álbumes de Pink Floyd, Alice Cooper, Lou Reed y Kiss, entre otros.
Tras tres meses de grabación en Londres y Los Ángeles, el 18 de septiembre de 1995 salió a la venta simultáneamente en 26 países el cuarto álbum de estudio de la banda: Avalancha, considerado su álbum más roquero, con guitarras poderosas y una gran producción. El disco fue un rotundo éxito de ventas, alcanzando las 200 000 copias vendidas.
A la publicación de Avalancha le siguieron la habitual promoción del disco y una gira de grandes proporciones que acabó provocando el definitivo alejamiento entre los miembros del grupo.

### Separación (1996)
El Tour Avalancha fue una macrogira que, desde julio de 1995 hasta octubre de 1996, les llevó a dar 152 conciertos entre Europa y América. La convivencia durante la misma tuvo momentos difíciles, y el cansancio acabó acrecentando los conflictos internos en la formación. Durante su desarrollo, Bunbury comenzó por su cuenta la composición y grabación de nuevos temas, dejando entrever que su futuro estaba ya lejos de Héroes. Su último concierto, celebrado en la ciudad de Los Ángeles el 6 de octubre de 1996, resultó muy accidentado, y se vieron obligados a suspenderlo al poco de su inicio, al comenzar el público a lanzar objetos a los músicos, en respuesta a unas presuntas declaraciones de Enrique, que no dejaban muy bien paradas a las mujeres mexicanas.
Antes de concluir la gira, y en una rueda de prensa celebrada en Lima, Héroes del Silencio comunicaron su separación temporal. Fuera de su entorno, la noticia resultó sorprendente, pero con el tiempo llegaron a trascender algunos de los motivos que llevaron a tal situación. Las discrepancias musicales, sobre todo entre Juan y Enrique, les llevaron a un distanciamiento, y éstas se convirtieron en diferencias personales. También influyó en su estado de ánimo la muerte de dos personas muy cercanas al grupo: su road manager Martín Druille, en 1993, y el hermano de Enrique, Rafael, en 1994. Según comentó después Bunbury, los últimos meses de la gira fueron para él un calvario.

"Me doy cuenta de que cada vez me aíslo más en el autobús, en las decisiones que tomo junto a Tomás, Claire, los abogados, Rafael Gil, Ochaíta... en los camerinos, en las pruebas de sonido (...) La verdad es que no me veo formando una banda tipo los Rolling Stones, que dure una eternidad, soy un culo inquieto, necesito movimiento".
Diario de Enrique Bunbury, 8 de noviembre de 1995.

### Post-separación (1996-2007)

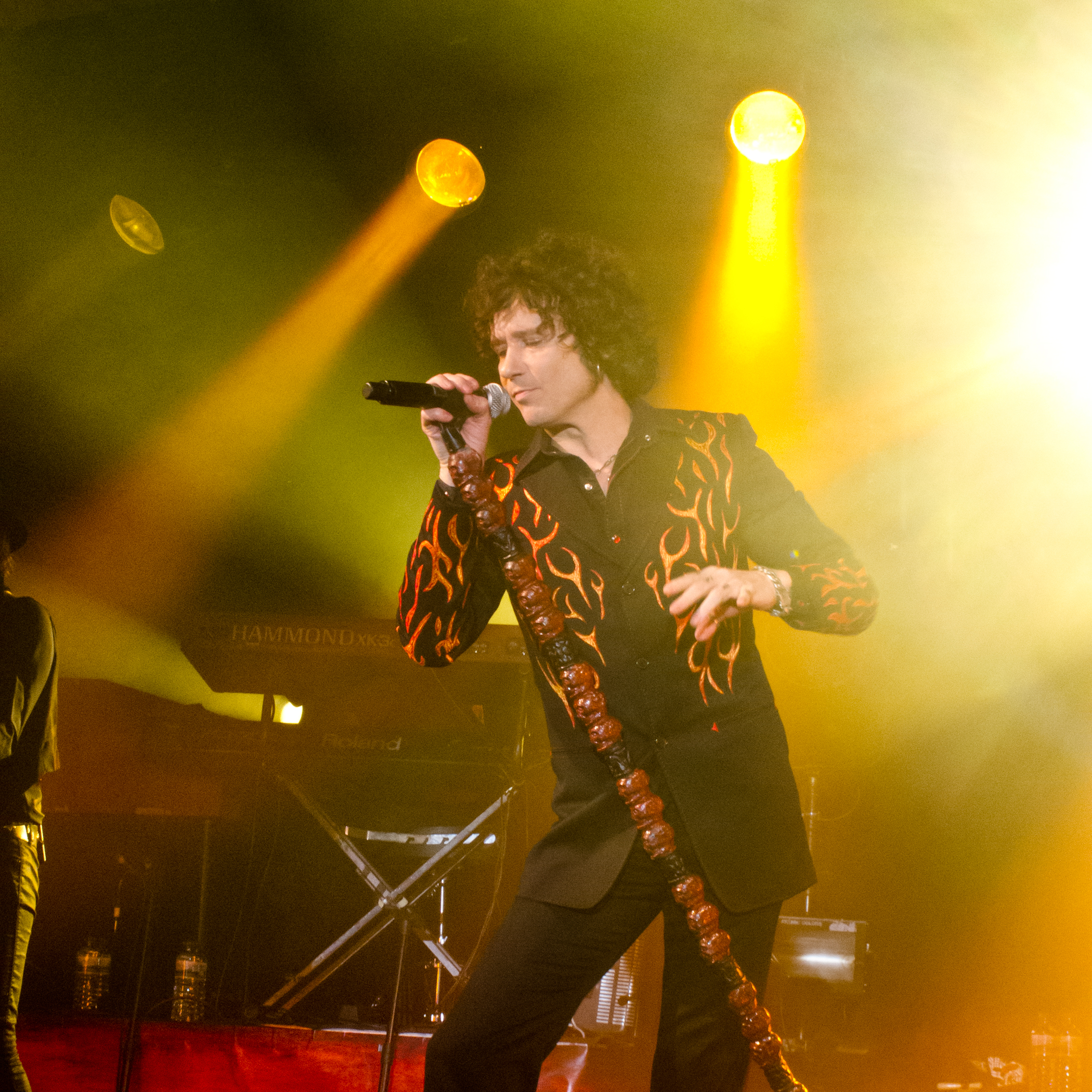
Tras la disolución del grupo, Enrique Bunbury comenzó una exitosa carrera en solitario, que inició en 1997 con el álbum Radical sonora.

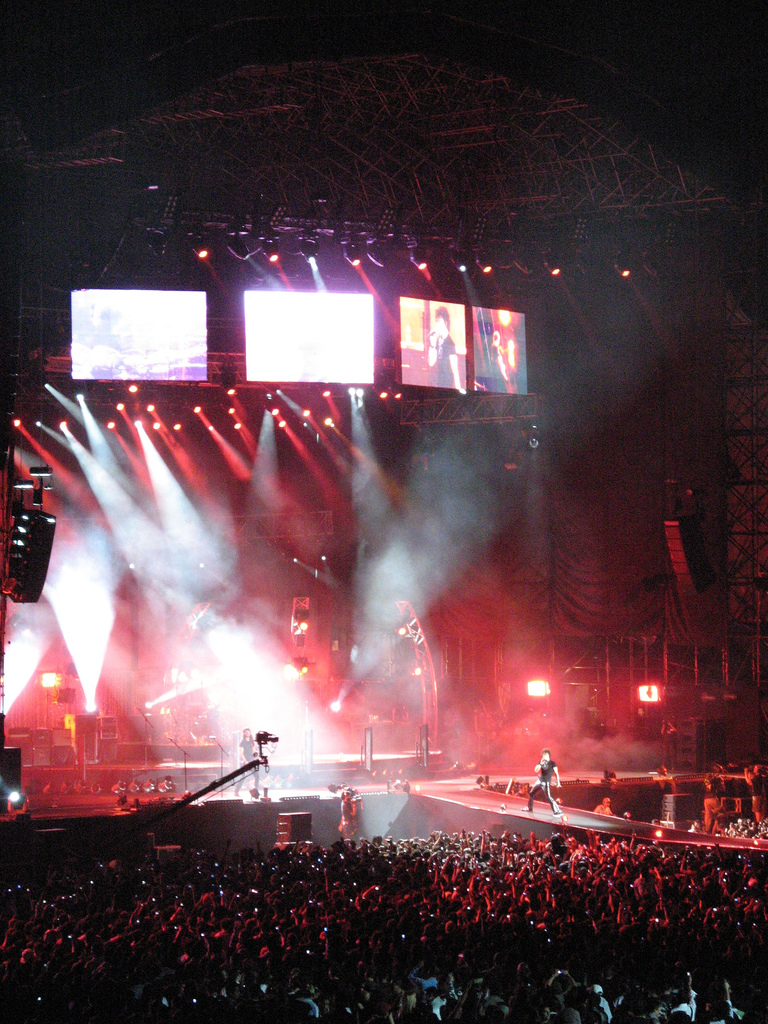
Presentación en vivo de Héroes del Silencio en Foro Sol, México D. F. en octubre de 2007. Las actuaciones en directo de la banda han sido más de 1000 a lo largo de 32 países de Europa y América.

La banda aún tenía contrato en vigor con la discográfica, lo que le comprometía a publicar cinco discos más. Así, en 1998 salió a la venta Rarezas, un álbum con versiones inéditas de algunos temas, remezclas, y temas que sólo habían sido incluidos en sencillos. Bunbury declaró después que no había estado de acuerdo con el repertorio escogido, pero prefirió ceder para no dañar aún más su relación con el grupo. Hasta el reencuentro de 2007, EMI publicaría otros cuatro nuevos trabajos, con material antiguo, temas reinterpretados o incluyendo DVD de conciertos, además de reeditar los cuatro discos de estudio de Héroes.
Por su parte, los miembros del grupo, afrontaron nuevos proyectos musicales. Bunbury inició su exitosa carrera en solitario: Hasta 2007, grabó cuatro discos de estudio (Radical sonora en 1997, Pequeño en 1999, Flamingos en 2002 y El viaje a ninguna parte en 2004).
Alan Boguslavsky colaboró en el primer álbum en solitario de Bunbury, y después formó su propio grupo, Bogusflow, con músicos del entorno de Héroes como Copi Corellano, pero el grupo se disolvió en 2001. Juan Valdivia colaboró con su hermano Gonzalo en algunos proyectos, e incluso lanzó su propio álbum, Trigonometralla, en 2001.
Pedro Andreu se embarcó en nuevos proyectos musicales, como Puravida y DAB, que no tuvieron mucha repercusión. Joaquín Cardiel, por su parte, se alejó del panorama musical y realizó algunos viajes para conocer en primera persona el mundo de los indios americanos que tanto le cautivaba.

### Regreso y despedida (2007)
A los diez años de su separación, se les planteó la posibilidad de realizar una gira de despedida como homenaje a sus seguidores, y como forma de cerrar brillantemente la trayectoria del grupo. En algunos medios se calificó la oferta económica que se les realizó como irresistible. Para llevar a cabo esta gira, se contó con el patrocinio de empresas tanto públicas como privadas, entre las que se incluyó la Expo Zaragoza 2008, el Real Zaragoza y el Ayuntamiento de Zaragoza, la ciudad del grupo, donde, ante la avalancha de demanda de entradas, se planificaron dos actuaciones.
Tras algunos meses de ensayos llevados a cabo en relativo secreto, se acordó la participación de Gonzalo Valdivia, hermano del guitarrista Juan Valdivia, como segunda guitarra durante la gira, al encontrarse Juan algo limitado físicamente por una reciente operación en la mano. En un principio se pensó que sería Alan Boguslavsky, que fue componente de la banda de 1993 a 1996, quien desempeñaría el puesto, pero el propio Juan recomendó la incorporación de su hermano.
Las entradas se pusieron a la venta con meses de antelación para evitar problemas de última hora, a través de cajeros automáticos y tiendas de discos, pero su demanda desbordó todas las previsiones. Para los conciertos de Sevilla, Zaragoza y México D. F. se vendieron en tiempo récord. Hubo gente a las puertas de las tiendas 24 horas antes, y también se produjo el colapso en cajeros automáticos y en la web, donde también se vendían.
Como culminación, en el concierto que cerraba la gira en Cheste, Valencia, y como consecuencia de una mala previsión, se produjo un caos circulatorio durante más de cuatro horas, además de 20 km de retenciones que imposibilitaron el acceso a miles de seguidores.
Tras finalizar la gira, Bunbury confirmó el final definitivo de la banda y declaró que continuaría su carrera en solitario.
| Héroes del Silencio Tour 2007 |                                |                     |                |            |
| Fecha                         | Escenario                      | Ciudad              | País           | Asistencia |
| 15 de septiembre              | Estadio del Ejército           | Ciudad de Guatemala | Guatemala      | 25 000     |
| 21 de septiembre              | Club Ciudad de Buenos Aires    | Buenos Aires        | Argentina      | 30 000     |
| 25 de septiembre              | Parque Fundidora               | Monterrey           | México         | 15 000     |
| 28 de septiembre              | Home Depot Center              | Los Ángeles         | Estados Unidos | 30 000     |
| 4 de octubre                  | Foro Sol                       | México D. F.        | México         | 60 000     |
| 6 de octubre                  | Foro Sol                       | México D. F.        | México         | 60 000     |
| 10 de octubre                 | Estadio de La Romareda         | Zaragoza            | España         | 40 000     |
| 12 de octubre                 | Estadio de La Romareda         | Zaragoza            | España         | 40 000     |
| 20 de octubre                 | Estadio Olímpico de la Cartuja | Sevilla             | España         | 70 000     |
| 27 de octubre                 | Circuito Ricardo Tormo         | Valencia            | España         | 80 000     |

## Componentes

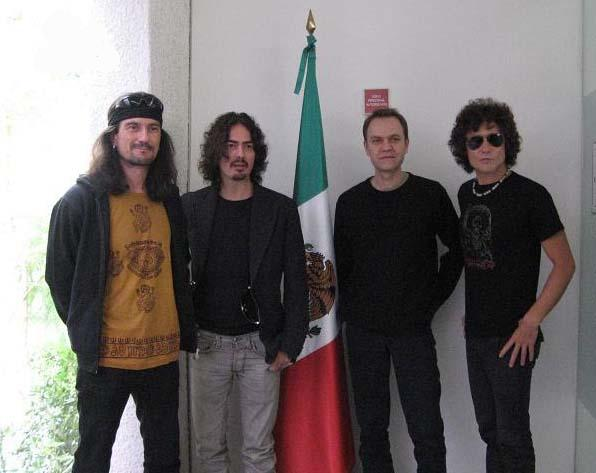
Héroes del Silencio (Joaquín Cardiel, Pedro Andreu, Juan Valdivia y Enrique Bunbury) posan con la bandera de México, a su llegada al país, el 13 de septiembre de 2007 para comenzar su gira de despedida.

### Miembros
Miembros permanentes
- Juan Valdivia (Zaragoza, 1965), hijo de un médico muy aficionado a la música fue, con su hermano Pedro, miembro fundador de Zumo de Vidrio, antesala de Héroes.[75] Guitarrista "de oído", tuvo problemas en una mano en los últimos tiempos del grupo, lo que puso en peligro su participación en la gira de despedida.[76]

- Enrique Bunbury, cuyo nombre real es Enrique Ortiz de Landázuri Izarduy (Zaragoza, 1967) se incorporó a Zumo de Vidrio como bajista en 1984.[17] Dotado de una gran creatividad,[77] con el tiempo se convirtió en líder indiscutible de la banda, tocando también la guitarra acústica y la armónica. En 2004 fue considerado uno de los artistas más influyentes de la música española.[78]

- Joaquín Cardiel (Zaragoza, 1965) se incorporó al grupo cuando este era un trío, en 1985, y se quedó como bajista definitivo de la formación, además de hacer los coros cuando fue necesario. Amante de la cultura india,[35] comenzó a tocar el bajo en sus primeros grupos como aficionado.

- Pedro Andreu (Zaragoza, 1966) fue el último del cuarteto definitivo en incorporarse a la banda, sustituyendo a Pedro Valdivia.[19] Aficionado a la música escuchando a The Beatles,[79] fue el batería titular de la formación durante todo su desempeño.

Miembros temporales
- Alan Boguslavsky (Los Ángeles, 1965) conoció a Héroes durante la primera gira de estos por México, en 1992,[34] y al año siguiente se incorporó al grupo como segunda guitarra para apoyar a Juan en la gira. No obstante, no participó en la gira de 2007, ocupando su lugar Gonzalo Valdivia.

- Gonzalo Valdivia (Segovia, 1972): autor de varios proyectos musicales, entre ellos el espectáculo audiovisual The Wall performance. A Floyd Tribute,[80] participó en el Tour 2007 como segunda guitarra en apoyo de su hermano Juan.[63]

### Cronología
|                 |                 |                  |                 |                 |                 |                      |                 |                 |                      |                  |                  |                  |  |             |
|                 |                 | Héroe de leyenda |                 | El mar no cesa  | En directo      | Senderos de traición | Senda '91       |                 | El espíritu del vino |                  | Avalancha        | Parasiempre      |  |             |
| 1984            | 1985            | 1986             | 1987            | 1988            | 1989            | 1990                 | 1991            | 1992            | 1993                 | 1994             | 1995             | 1996             |  | 2007        |
| Enrique Bunbury | Enrique Bunbury | Enrique Bunbury  | Enrique Bunbury | Enrique Bunbury | Enrique Bunbury | Enrique Bunbury      | Enrique Bunbury | Enrique Bunbury | Enrique Bunbury      | Enrique Bunbury  | Enrique Bunbury  | Enrique Bunbury  |  | E. Bunbury  |
| Juan Valdivia   | Juan Valdivia   | Juan Valdivia    | Juan Valdivia   | Juan Valdivia   | Juan Valdivia   | Juan Valdivia        | Juan Valdivia   | Juan Valdivia   | Juan Valdivia        | Juan Valdivia    | Juan Valdivia    | Juan Valdivia    |  | J. Valdivia |
| Joaquín Cardiel | Joaquín Cardiel | Joaquín Cardiel  | Joaquín Cardiel | Joaquín Cardiel | Joaquín Cardiel | Joaquín Cardiel      | Joaquín Cardiel | Joaquín Cardiel | Joaquín Cardiel      | Joaquín Cardiel  | Joaquín Cardiel  | Joaquín Cardiel  |  | J. Cardiel  |
| Pedro Andreu    | Pedro Andreu    | Pedro Andreu     | Pedro Andreu    | Pedro Andreu    | Pedro Andreu    | Pedro Andreu         | Pedro Andreu    | Pedro Andreu    | Pedro Andreu         | Pedro Andreu     | Pedro Andreu     | Pedro Andreu     |  | P. Andreu   |
|                 |                 |                  |                 |                 |                 |                      |                 |                 | Alan Boguslavsky     | Alan Boguslavsky | Alan Boguslavsky | Alan Boguslavsky |  | G. Valdivia |

|  | Álbum editado |  | Voz y Guitarra rítmica |  | Batería |

|  | Guitarra principal |  | Bajo |  | Guitarra rítmica |

## Estilo

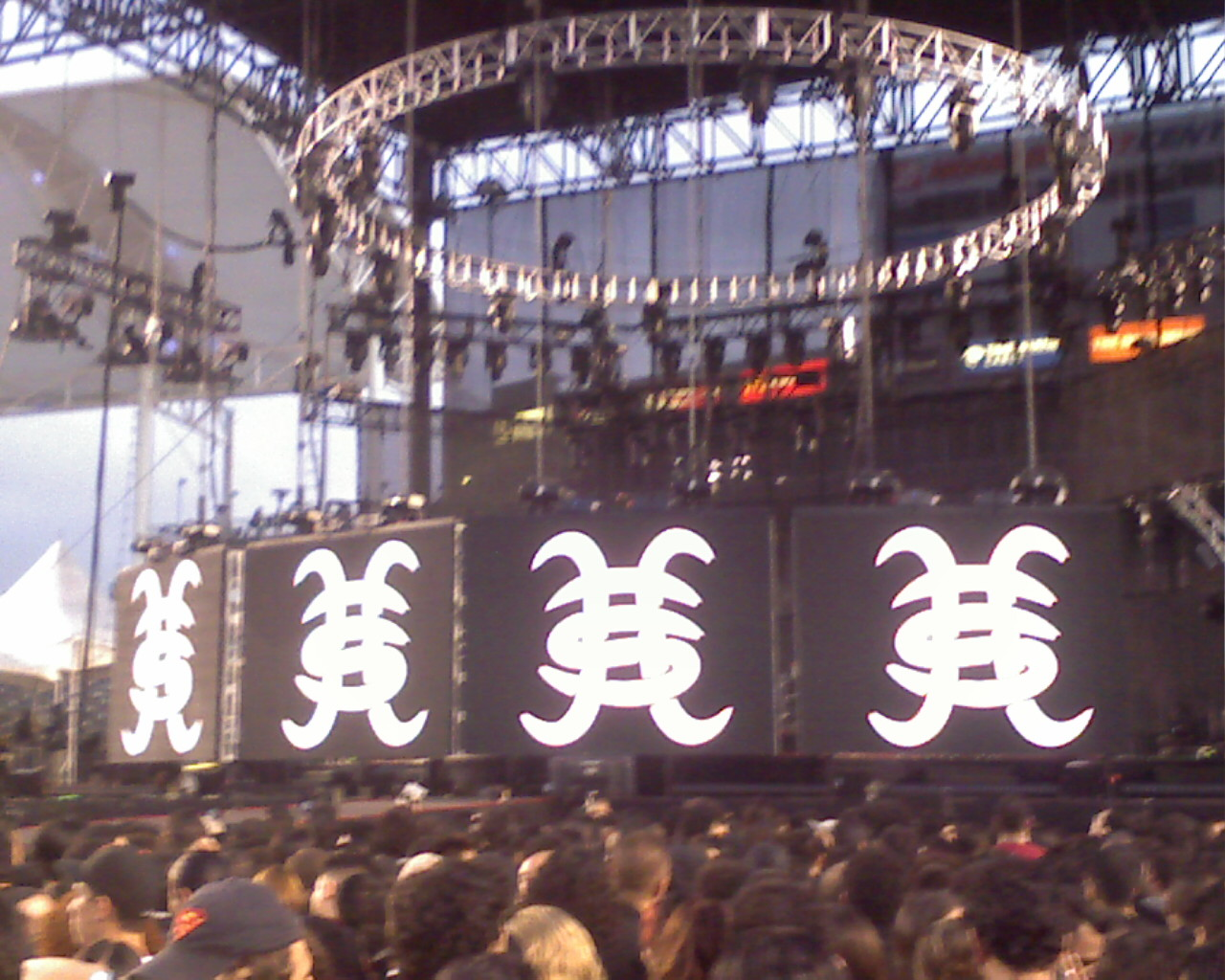
Aspecto del escenario ubicado en el Home Depot Center para el concierto del 28 de septiembre de 2007 en Los Ángeles. Se puede observar el monograma del grupo en las pantallas.

### Musical
Las líneas maestras del estilo Héroes se pueden definir en letras bien trabajadas, arpegios complicados y una sólida base rítmica. La metamorfosis sufrida por la banda a lo largo de su historia hace que no se les pueda encasillar en un género determinado de música. Si bien su primer álbum fue considerado pop-rock, la evolución musical del grupo fue hacia ritmos más duros, y algunos medios especializados la han catalogado como rock, e incluso hard-rock, dependiendo del álbum. Se han utilizado también términos poco comunes para describir su estilo, como "rock épico" y "rock mesiánico". Su primer trabajo, El mar no cesa fue el más pop del grupo, influenciado por la producción de Gustavo Montesano y por las tendencias de la época. Un sonido muy acústico, baterías secuenciadas y poco protagonismo de los guitarreos dieron al álbum un tono muy pop. El cambio de producción en 1991 trajo consigo más preponderancia para las guitarras y un ritmo más roquero, además de emplear el cantante un tono más grave de vocalización. La potente voz de Bunbury, definido a veces como barítono, se convirtió en una de las señas de identidad de la banda.
Mención aparte merecen las letras de Enrique Bunbury, una de las características personales de la banda, catalogadas por la crítica como crípticas y de "oscuridad expresiva". En general, son composiciones ambiguas, herméticas y simbólicas, muy dadas a diferentes interpretaciones. Estas características alcanzaron su estado supremo en El espíritu del vino (Bunbury declaró años después que en esas letras llegó a plasmar sueños inconexos vividos bajo los efectos de las drogas), definido por algunos medios como "poesía tiránica", para volverse más explícitas en Avalancha. Los temas aludidos por Héroes en sus canciones son diversos, si bien tuvieron especiales reminiscencias marinas en su primer álbum, en el que hasta cuatro temas se refieren al mar, además de aparecer en la carátula una imagen del grupo en unas rocas junto al mar. Enrique habló a menudo de las interpretaciones que se hacían de sus letras:

"Siempre he compuesto letras, incluso cuando no cantaba. Son muy individualistas, intento expresar en ellas lo que llevo dentro. (...) La mayoría de nuestras canciones hablan de la duda y por lo tanto hay frases que no tienen mucho que ver unas con las otras. (...) Hay gente que opina que nuestros textos no quieren decir nada, es que no consiguen identificarse, o que simplemente no les llegan. (...) Nosotros no somos graciosos, escribimos sobre sentimientos y no sobre historias concretas".
Enrique Bunbury, en diferentes entrevistas.

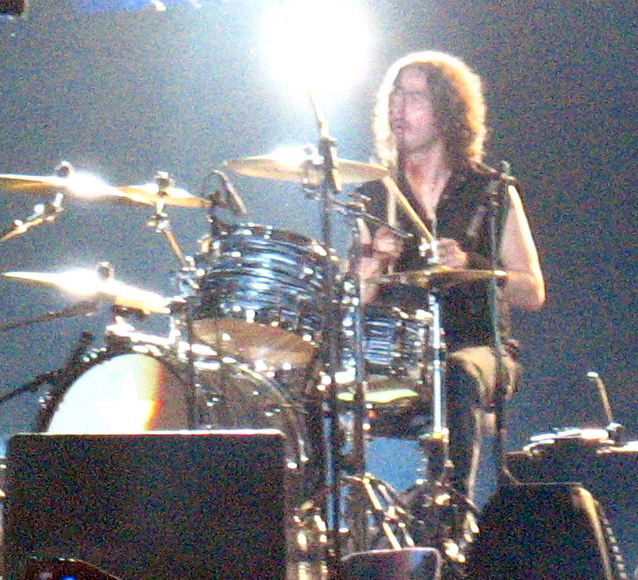
El baterista Pedro Andreu durante uno de los conciertos del Tour 2007.

A lo largo de los años 1990 surgió en muchos medios una insistente comparación entre Héroes del Silencio y The Mission, una banda británica de rock gótico formada en 1986. Al respecto, Bunbury afirmó: "Yo no veo que el grupo sea los Mission españoles. Creo que no nos parecemos en nada. Pero cuando cualquier persona se compra un disco y lo recomienda, lo hace mediante una comparación que no es peyorativa, sino para dar una idea aproximada". La prensa también les atribuyó habitualmente influencias de Led Zeppelin, Guns N' Roses o The Doors. A este respecto, Enrique llegó a decir: "Cuando me comparan com Jim Morrison pienso que mi parecido no va más allá del corte de pelo".

### Imagen de sus discos

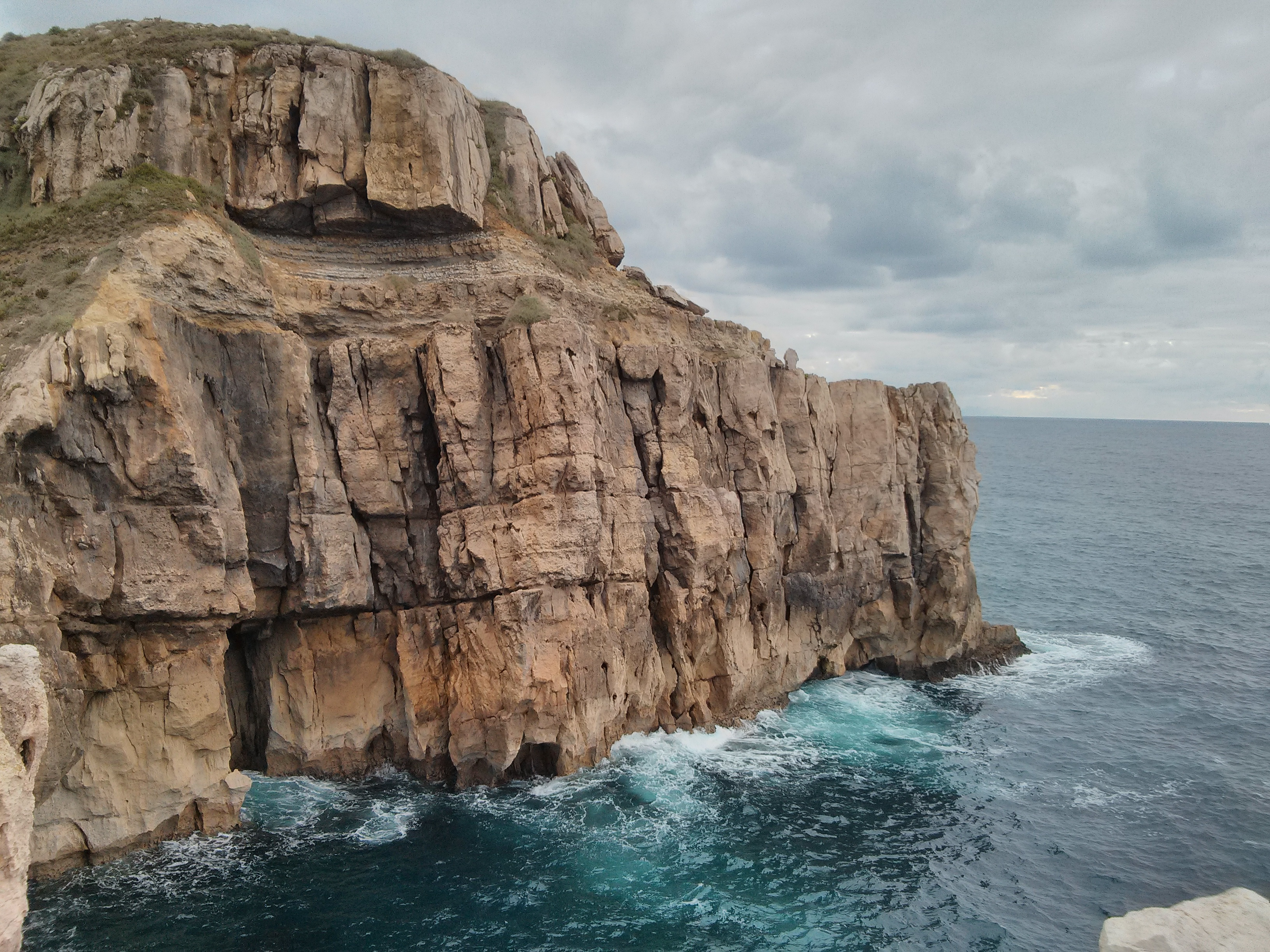
El acantilado utilizado para la portada de El mar no cesa, situado en la punta del Dichoso de la localidad cántabra de Suances, donde se situaron los cuatro músicos para la icónica imagen.

En sus doce años de existencia, Héroes del Silencio publicaron cuatro álbumes de estudio. En 1988 se publicó El mar no cesa, título inspirado en una de las primeras canciones compuestas por el grupo y que, curiosamente, no estaba incluida en el disco. Su origen se remonta a una confusión de Bunbury, que en una ocasión se refirió al grupo Mar Otra Vez como "El Mar no Cesa", y a pesar de que es una frase que no figura en ninguno de sus temas, decidieron inmortalizarla. En la línea de la influencia del mar en este álbum, en la portada aparecen los cuatro integrantes de la banda en un acantilado junto al mar. La icónica imagen fue tomada sobre la Roca Blanca de la península del Dichoso en Suances (Cantabria).
Senderos de traición llegó en 1990, con una portada simple: una imagen del grupo sobre un fondo blanco y el emblema formado por dos dragones y una cruz, obra del Estudio Pedro Delgado, que diseñó también la carátula del disco anterior y del siguiente. El título está basado en el de la película El sendero de la traición (1988), de Costa-Gavras. En El espíritu del vino (1993), por iniciativa del grupo, se decidió no incluir su imagen en la portada, en la que aparece la calle Alfonso de Zaragoza distorsionada tras una bola de cristal. Según el propio Bunbury, el título llevaba una parte de la influencia oriental del disco (el espíritu) y otra de la occidental (el vino), para referirse al espíritu de las cosas triviales, como beber vino. Es también una de las frases empleadas en la canción El camino del exceso, incluida en el disco, y un poema de Charles Baudelaire perteneciente al libro Las flores del mal, traducido en su versión castellana como "El alma del vino".
Por último, Avalancha hace referencia en su título a la avalancha idealista presente en el álbum, además de ser un homenaje al título homónimo de Leonard Cohen, uno de los favoritos de Bunbury. La carátula del mismo se torna más austera y simple, en tonos grises y, de nuevo, con la imagen de la banda.

## Influencias

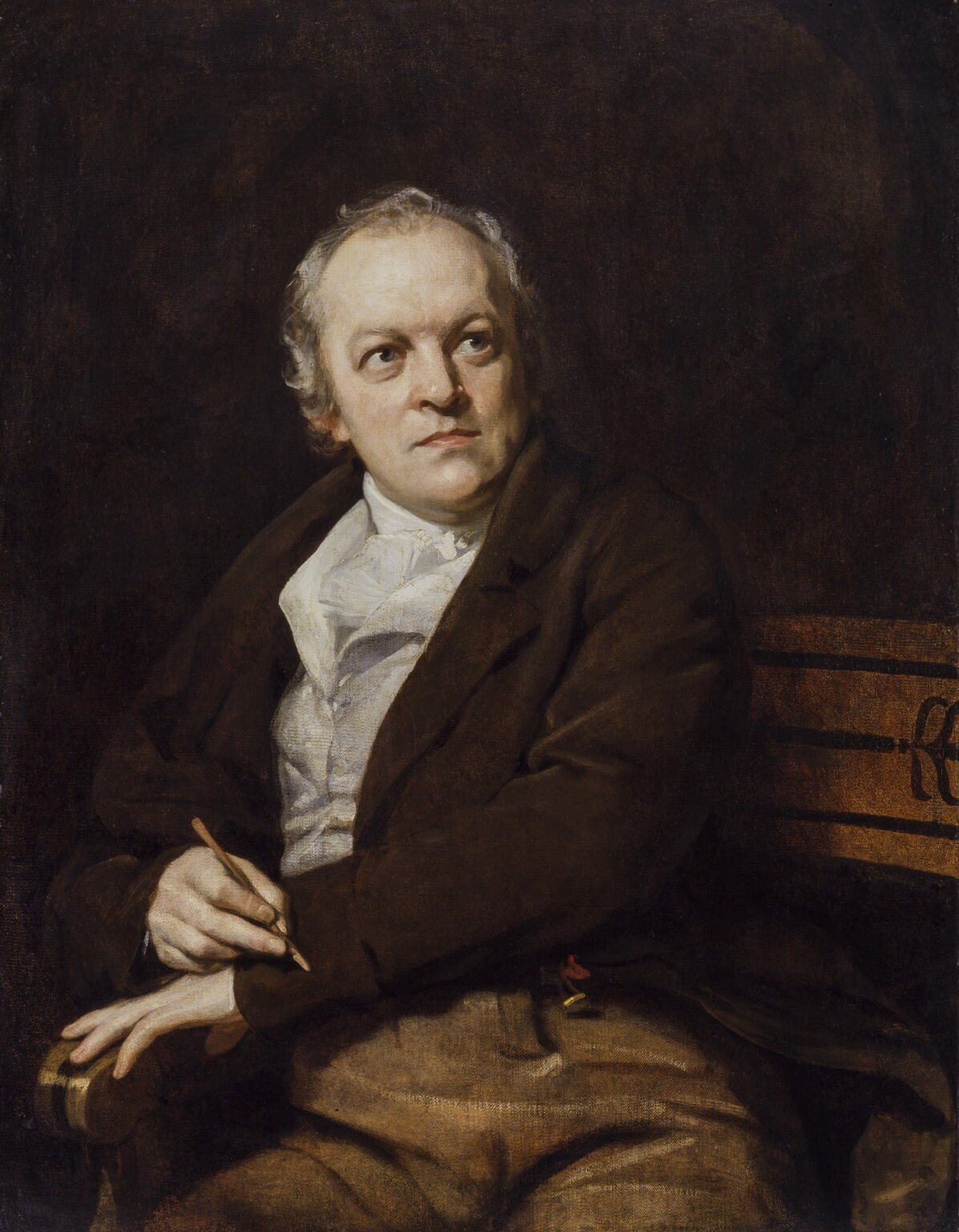
William Blake, en un retrato de 1807. La influencia de la obra de Blake fue tal en las composiciones de Bunbury que este incluyó el nombre y una de las frases más célebres del poeta inglés en una de sus canciones, "El camino del exceso".

El mecanismo de composición de la música de Héroes no varió desde sus primeros tiempos: Enrique, dotado de una gran capacidad creativa, compuso las letras de todas sus canciones y el grupo al completo las musicalizaba, por lo que las influencias literarias y musicales de todos ellos se dejan sentir en sus temas.

«La mayoría de los que interpretan mis canciones van desencaminados, pero me gusta que intenten meterse en un mundo que es el mío. Yo lo he hecho con Lennon, Cohen y otros. Está bien que haya muchas interpretaciones, porque hacemos canciones, no periodismo».
Enrique Bunbury

### Literarias
Las principales fuentes literarias que han influido en las creaciones de Bunbury son:
- Charles Baudelaire, uno de los poetas malditos de la literatura francesa. Su concepción de la vida como una constante decadencia se deja sentir en la obra de Héroes.[100]
- William Blake, poeta, pintor, grabador y místico inglés, defensor de la imaginación frente a la razón. Enrique llegó incluso a incluir su nombre y su cita más célebre («El camino del exceso conduce al palacio de la sabiduría.») en una canción, "El camino del exceso".[7]
- Oscar Wilde, de quien Enrique tomó el nombre artístico Bunbury basándose en uno de los personajes de La importancia de llamarse Ernesto.[101]
- La Generación del 27, un grupo de escritores españoles coetáneos que tuvieron gran influencia en la literatura española, por quien Bunbury mostró una gran pasión e inclinación, y de los cuales se supone que tomó algunas de sus metáforas.[102] En particular, "La sirena varada", que constituye una síntesis de la obra homónima del dramaturgo asturiano Alejandro Casona.[98]
- Mario Benedetti, poeta uruguayo por quien Bunbury nunca ocultó su admiración, y cuyas influencias en forma de metáforas se dejan sentir más en el último disco de la banda.[103]
- Pablo Neruda, en cuyo poema El opio al Este admitió Enrique haberse basado para la composición de "Opio".[104]

### Musicales

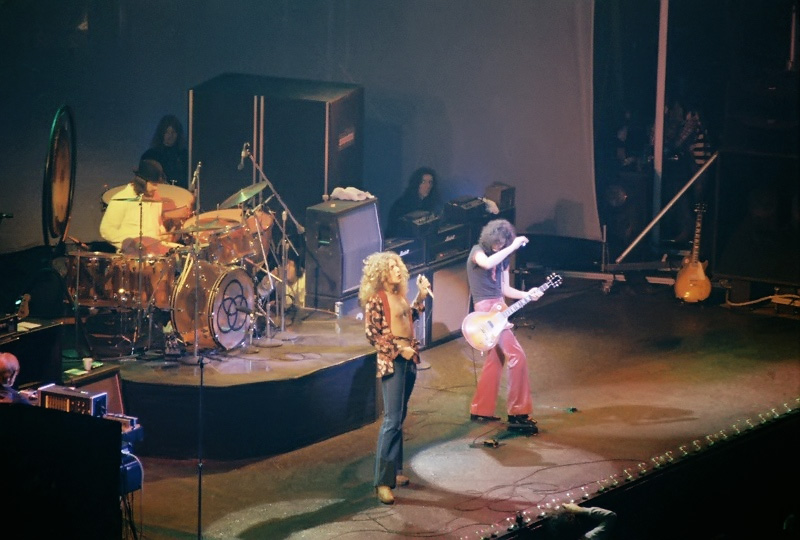
Led Zeppelin en concierto en 1975. La banda londinense es una de las coincidentes en los gustos personales de la mayoría de componentes de Héroes, y está considerada una formación influyente en su música.

Musicalmente las influencias de los miembros de Héroes abarcan un amplio espectro:
- Enrique citó al principio de su carrera a Lou Reed, Tom Waits, David Bowie, The Beatles, Led Zeppelin, The Clash y Bob Dylan entre sus favoritos.[94] También ha destacado como una de sus influencias a Barón Rojo.[105]
- El primer disco que se compró Juan Valdivia fue uno de Bob Dylan.[106] En sus primeros grupos, tocaba versiones de Tequila y Peter Frampton. No obstante, con el paso del tiempo sus tendencias se hicieron más próximas a la música heavy.[94] En sus inicios citó entre sus influencias a Mark Knopfler y Van Halen.[107]
- Los inicios de Pedro Andreu a la batería han sido comparados con el estilo de Larry Mullen Jr. (U2) y Stewart Copeland (The Police). Posteriormente, adquirió un estilo más roquero influenciado, según él mismo, por grupos como Lynyrd Skynyrd, AC/DC, Def Leppard y The Cult.[108]
- Joaquín Cardiel sintió inclinación desde muy joven por la música rock e incluso heavy. Se hizo músico con influencias de grupos como AC/DC, Led Zeppelin y Status Quo, entre otros.[109]
- Los primeros trabajos de la banda estuvieron influenciados por bandas de post-punk como The Cure,[1] Echo and the Bunnymen y The Smiths.[110]

### Versiones
Héroes no ha sido un grupo pródigo en interpretar versiones de temas de otros artistas. De hecho, en álbumes de estudio, la única versión grabada por el grupo fue el tema "Apuesta por el rock'n'roll", del grupo Más Birras, publicada por estos en 1987 e incluida por Héroes en el sencillo "Nuestros nombres" en 1993 y en el álbum Rarezas de 1998.
En directo el grupo sí ha interpretado temas de otros artistas, siendo los más célebres "It's Only Rock 'n' Roll" de The Rolling Stones, "Rock and Roll" de Led Zeppelin, "Paranoid" de Black Sabbath y "Hound Dog" (popularizada por Elvis Presley). Esta última fue incluida en el álbum en directo Parasiempre, al igual que un fragmento de "La mala hora" de Radio Futura.

## Estética

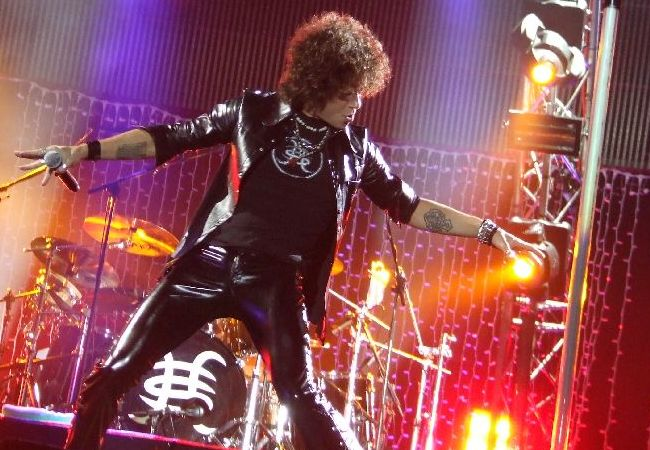
Enrique Bunbury personificó la imagen de Héroes del Silencio. El zaragozano fue el compositor de las letras de las canciones de Héroes, aunque en los títulos de crédito de todos sus discos figuraban sus cuatro componentes como autores.

### Imagen
La imagen, especialmente la de su líder, ha sido uno de los aspectos más característicos del grupo, y ha ido variando a lo largo de los años. En sus comienzos ya predominaba el vestuario oscuro y las melenas largas, acordes con la música de su primer LP, además de hacer gala de una trascendente seriedad. En los 90, que es cuando el grupo dio un giro más roquero, su aspecto se volvió más heavy, con ropa y botas de cuero y camisetas sin mangas.
A partir de El espíritu del vino se produjeron notables cambios, personalizados sobre todo en la figura de Enrique Bunbury, con un aspecto más sofisticado y evolucionado, sin cuero, botas militares, ni cadenas. En sus últimos tiempos, comenzaron a surgir las comparaciones entre la imagen de Enrique y la de Jim Morrison. En ciertos sectores, Héroes han sido acusados de tener una imagen excesivamente arrogante y altiva. El mismo Enrique Bunbury reconoció que tuvo, al frente del grupo, "una etapa de prepotencia". Ese pudo ser, según Bunbury, uno de los motivos de la animadversión que siempre tuvo hacia ellos una parte de la crítica:

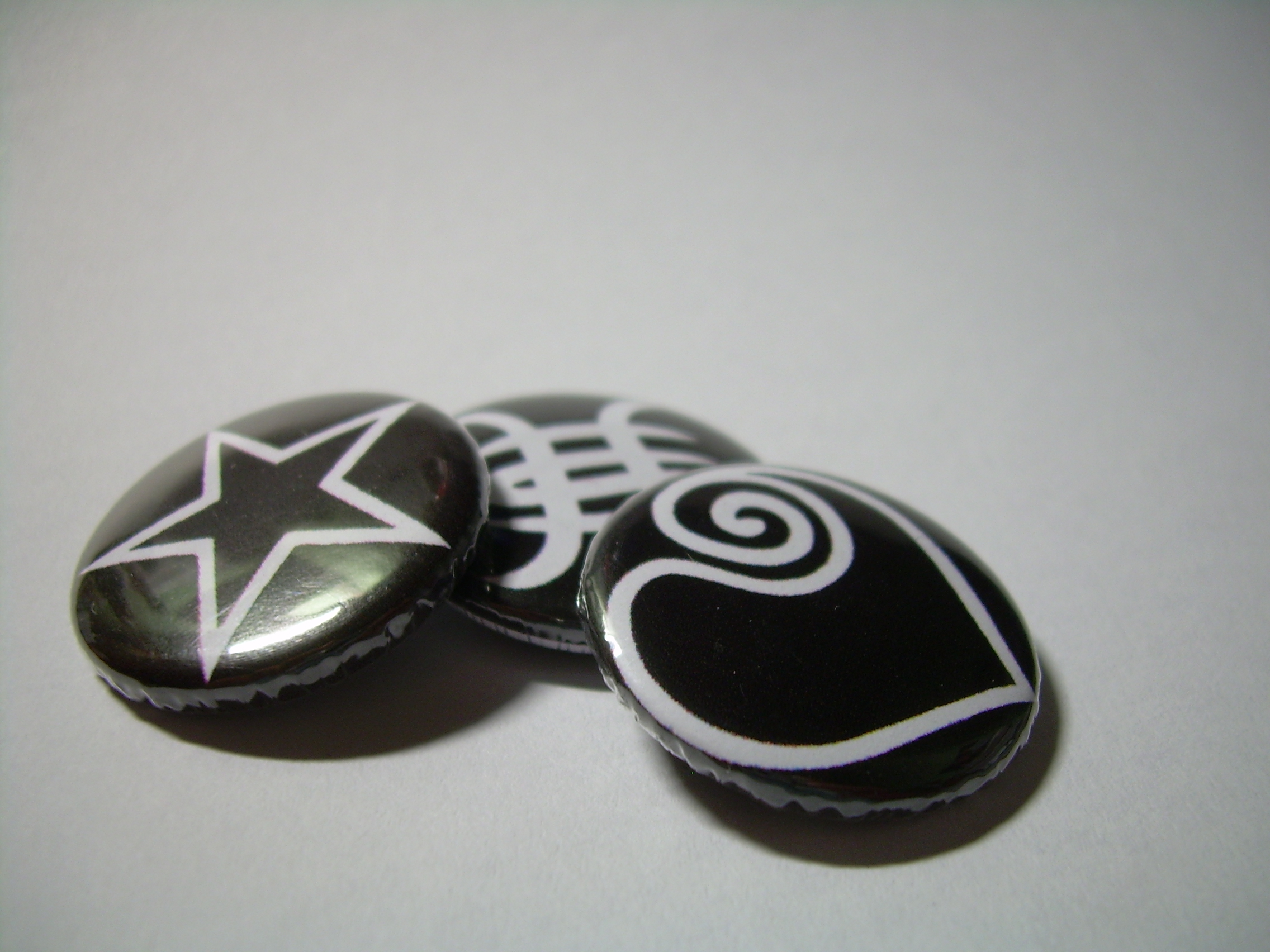
Algunos de los símbolos característicos del grupo. De izquierda a derecha: la estrella que representa a Pedro Andreu, el logotipo del grupo, y un corazón con una espiral, símbolo de Enrique Bunbury.

"El linchamiento que Héroes sufrió por parte de la crítica, con esa agresividad, no lo he vuelto a ver con otro grupo" (...) "¿Arrogantes? Nuestro papel era a la defensiva (...) ¿Acaso Bowie, Lennon, Elvis, Lou Reed o Marc Bolan no eran arrogantes?"
Enrique Bunbury

### Simbología
Héroes del Silencio han estado siempre rodeados de una simbología muy cuidada y particular, diseñada desde su primer álbum por el Estudio Pedro Delgado, de Madrid, que ya había trabajado para varios artistas españoles. Ya en su primer disco, El mar no cesa, diseñó para su portada el escudo con dos dragones unidos formando una "H" que tuvo muy buena acogida y, ligeramente modificado, sirvió de emblema del grupo para el disco siguiente.
Con El espíritu del vino, además de un giro musical, se apreció también un giro en su imagen y la del disco. El estudio de diseño adaptó las ideas del grupo al cuadernillo del álbum. Se creó un monograma para cada tema, relacionado con el mismo, pero obviando su significado, y un símbolo representativo de cada miembro del grupo (aunque estos ya habían sido utilizados en Senda 91). La principal novedad fue la imagen representativa de la banda, consistente en una "H" y una "S" superpuestas que se convertiría en su logotipo definitivo. En Avalancha se utilizó este mismo símbolo retocado, y en posteriores trabajos fue utilizado como imagen genérica de Héroes del Silencio.

## Impacto sociocultural

### Relación con la prensa
La carrera de Héroes del Silencio se caracterizó por una complicada relación con la prensa española, atribuida en muchos casos a su arrogancia. Las críticas contra la banda arreciaron desde sus primeros años de existencia, y fueron respondidas con contundencia por el grupo, con mensajes del estilo de: "Cuanto más nos cabreen, mejores canciones haremos". El maltrato que, según ellos, sufrieron por parte de un sector de la prensa, les llevó a un distanciamiento aún mayor, que contribuyó a reforzar su imagen trascendente, fría y distante. Ya en sus inicios, les contrarió particularmente un artículo en la revista musical Ruta 66, que decía: "Ahora nos quieren comer el tarro con que Héroes del Silencio —una babosísima banda local, apoyada hasta la locura— son la gran esperanza maña. Y todo porque han fichado por EMI, señal de verdad, palabra del cielo"; fueron tachados de "banales" y "pretenciosos", además de ser considerados copias de grupos como The Doors o U2, a lo que el grupo respondió con ácidas declaraciones o irónicamente, como cuando incluyeron en el libreto del álbum Senda '91 una recopilación de algunas de las críticas más duras que habían recibido.
No obstante, hubo quien salió en su defensa, como el escritor Ray Loriga, que llegó a declarar: "Ser Héroes del Silencio en este país conlleva una enorme arrogancia, y por tanto un mérito enorme". Esta difícil relación se normalizó con el retorno del grupo en 2007.

### Fenómeno fan

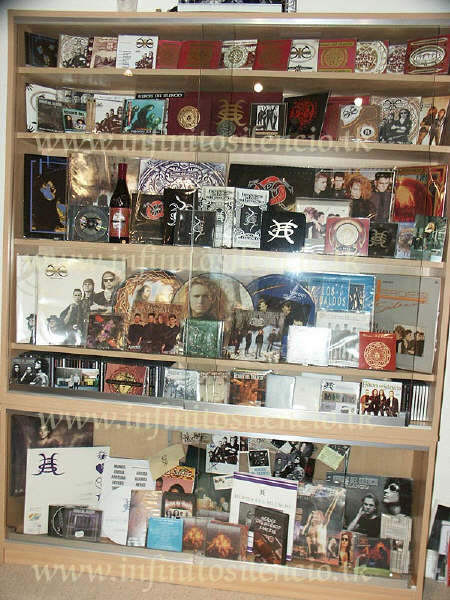
La discografía de Héroes del Silencio en la vitrina de un fan.

El fenómeno fan que despertó Héroes del Silencio desde sus primeros años también fue digno de mención. Sus seguidores, caracterizados por su fidelidad, constituyeron un importante número a lo largo, especialmente, de Europa e Hispanoamérica. Su club oficial de fanes, formado en 1994, llegó a contar con 3000 socios y 10 000 simpatizantes. Incluso después de la disolución, su popularidad se mantuvo, creciendo incluso el número de páginas en Internet dedicadas a la banda. Esta fidelidad trajo algunos problemas a Bunbury cuando inició su carrera en solitario, al no aceptar un sector de seguidores su continuidad como solista y la desaparición del grupo. El fenómeno quedó especialmente patente durante la gira de reencuentro, al resultar la demanda de entradas muy superior a la oferta y agotarse las existentes al poco tiempo de ponerse a la venta. Precisamente la insistencia y fidelidad de los fanes después de la separación del grupo fue una de las razones argumentadas para el efímero regreso de la banda.
Este hecho propició la existencia alrededor de Héroes del Silencio de una importante corriente de coleccionismo, compuesto por artículos relacionados con Héroes que incluyen discografía oficial, discografía pirata, merchandising y todo tipo de objetos relacionados con la banda. La discografía pirata constituyó en sí todo un auténtico fenómeno, reconocido incluso por EMI: se calcula que han llegado a circular hasta 44 discos piratas (no oficiales), algunos de ellos de gran calidad, que dieron lugar incluso a una página web dedicada exclusivamente a este tipo de grabaciones.

### Influencia ejercida

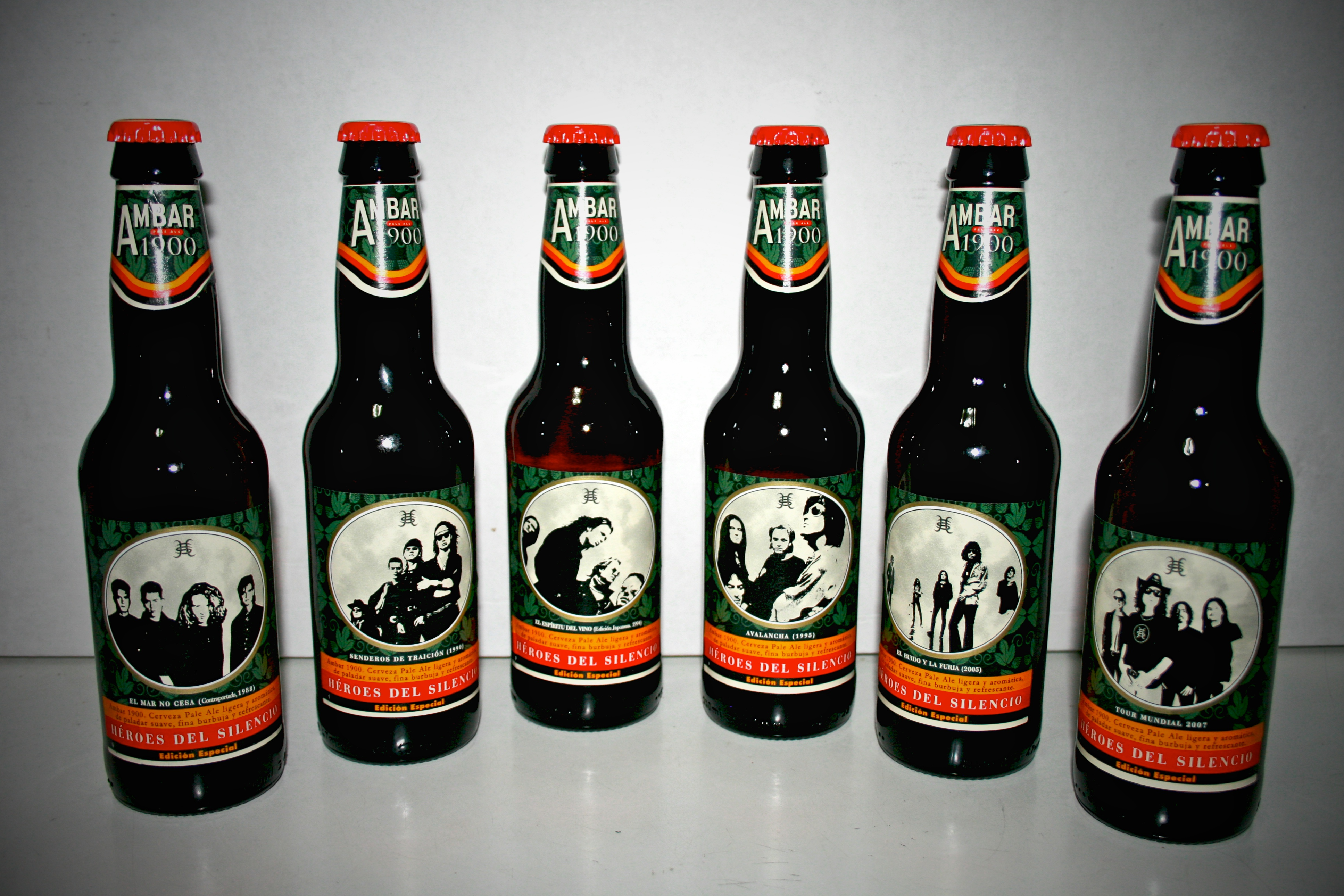
El fenómeno fan ha originado una importante corriente de coleccionismo alrededor de Héroes del Silencio. En la imagen, botellas de cerveza Ámbar con la imagen del grupo, en una edición especial de 2007.

Las versiones más reseñables de temas de Héroes realizadas por otros artistas son, entre otras, la interpretación de «Maldito duende» a cargo de Raphael en 2001, «Entre dos tierras» por los grupos Skizoo en 2008 y Sôber en 2010 y los cantantes Ralf Scheepers en 2020 y Till Lindemann en 2022 y la versión de «La chispa adecuada» llevada a cabo por la banda valenciana Uzzhuaïa en 2006. También el cantante venezolano Carlos Baute, en su videoclip «Nada se compara a ti» (2009) recreó el clip de «Entre dos tierras» caracterizado como Enrique Bunbury. Además, la canción, «Avalancha» fue incluida como bonificación en el videojuego Guitar Hero III: Legends of Rock, y en el Guitar Hero: On Tour para Nintendo DS.
El principal disco de homenaje a Héroes del Silencio se editó en 2010, cuando 22 temas de la banda y de Enrique Bunbury fueron versionados por los artistas Andrés Calamaro, Ximena Sariñana, Ariel Rot, Pereza, Jaime Urrutia, Zoé, Catupecu Machu, Depedro, Aterciopelados, Adanowsky, San Pascualito Rey, Sôber, Macaco, Iván Ferreiro, Bebe, Quique González, Loquillo, Phil Manzanera, Saúl Hernández, Shinoflow, Danza Invisible y Raphael en el álbum Hechizo, publicado en noviembre de ese año.
El boom musical originado por el fenómeno Héroes en Zaragoza facilitó el nacimiento de nuevas bandas, algunas directamente relacionadas con ellos, como Las Novias y Niños del Brasil. Ya en los años 2020, grupos destacados del panorama rock español como Supersubmarina, Viva Suecia o Arde Bogotá, manifestaron públicamente la influencia de Héroes en su música.
También, a lo largo de su carrera, fueron portada de todo tipo de revistas, como El Gran Musical, Rolling Stone, Efe Eme, Primera Línea, Popular 1, El País de las Tentaciones, Heavy Rock o Kerrang!. En 2009, en una macroencuesta realizada por la revista musical Rolling Stone, Senderos de traición fue elegido el segundo mejor álbum de la historia del rock español, solo por detrás de Enemigos de lo ajeno de El Último de la Fila. Por su parte, Al Borde, incluyó los cuatro álbumes de estudio de Héroes entre los 250 mejores de todos los tiempos del rock iberoamericano.
Como presentación del libro Héroes del Silencio. Un fenómeno contado en primera persona, dedicado precisamente a este fenómeno, su autor, Raúl Minchinela, escribió: "Cualquier persona mínimamente interesada en la cultura popular española debería mirar con detalle el fenómeno de Héroes del Silencio". En 2009 el Ayuntamiento de Zaragoza acordó, como homenaje al grupo, renombrar una de las calles del centro de la ciudad como "calle Héroes del Silencio".

## Giras

En color rojo, los 32 países en los que actuó en directo Héroes del Silencio a lo largo de su historia.

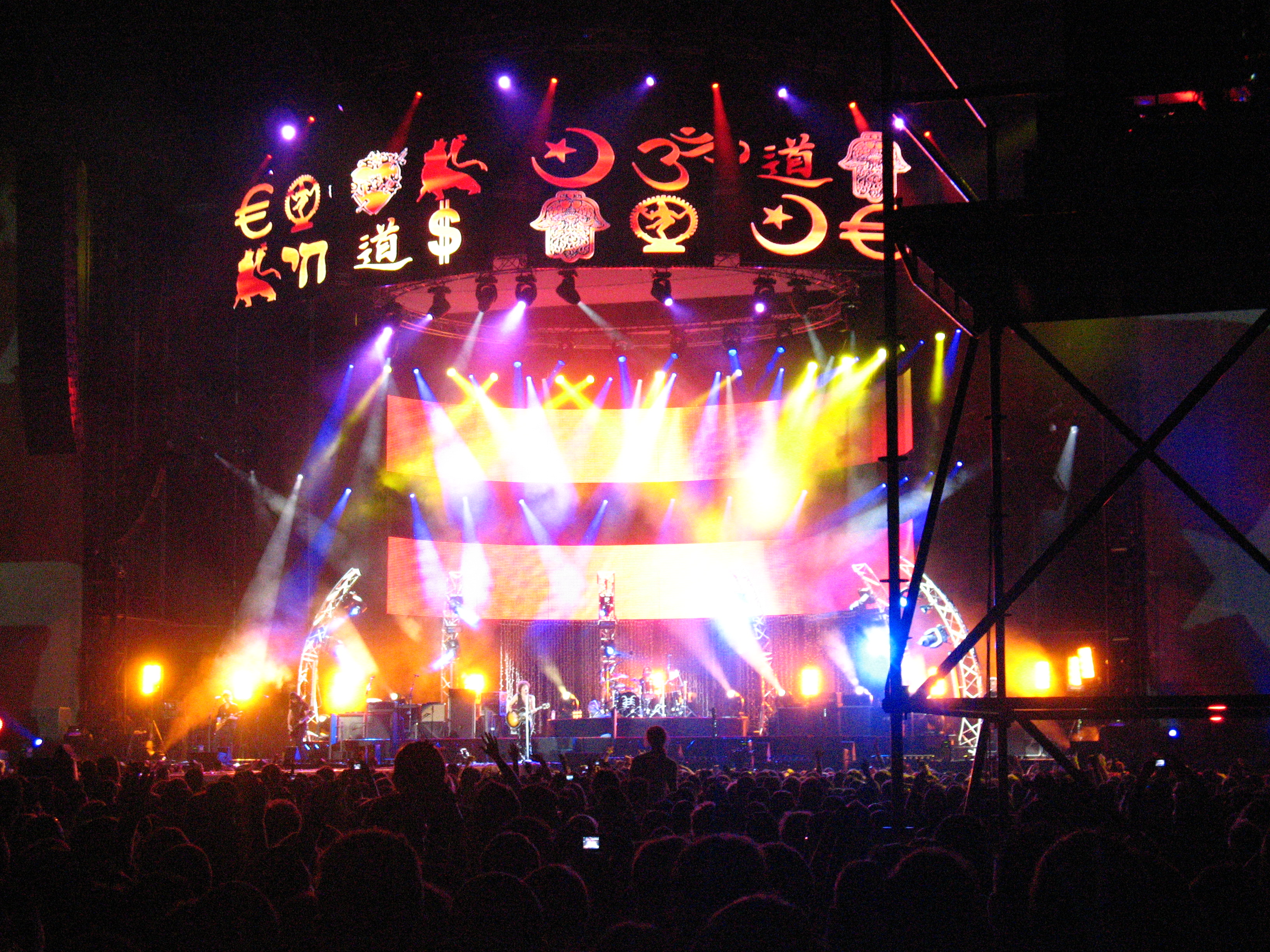
Un momento de la actuación de Héroes del Silencio en el Estadio Olímpico de la Cartuja de Sevilla, el 20 de octubre de 2007.

Las actuaciones en directo son un aspecto fundamental en la carrera de Héroes del Silencio, que va unido consustancialmente a la historia de la banda; a lo largo de su trayectoria ofrecieron más de 1000 actuaciones en directo en 16 países de Europa y 16 de América. Esta facilidad para el directo tuvo una importante influencia en su evolución, y ellos mismos llegaron a afirmar que también resultó perjudicial para la estabilidad del grupo. A lo largo de su carrera, participaron también en festivales de la talla del Rock am Ring, Monsters of Rock y Pepsi Music. Durante estas actuaciones han compartido escenario con artistas como Leonard Cohen, Aerosmith, Iron Maiden, Bryan Adams y Robert Plant.
A pesar de que ya tenían cierta experiencia en el panorama nacional, sus giras promocionadas por EMI comenzaron a raíz de la grabación de su primer LP, El mar no cesa. Los siguientes títulos son nombres genéricos que en ocasiones se subdividieron en mini-giras:
- Gira El mar no cesa (1988-1990): sucedió a la grabación de su primer disco, e incluyó 150 conciertos por toda la geografía española.[44]
- Tour Senda (1991): denominado al principio Senda 91, sirvió como promoción al disco Senderos de traición, y significó más de 100 conciertos por toda España.[44] Culminó con una gira europea por Alemania, Suiza, Bélgica y Francia.[44]
- Gira europea '92 (1992): El grupo dedicó todo el año 1992 a su promoción por Europa, actuando en 54 conciertos en Dinamarca, Bélgica, Países Bajos, Alemania, Suiza, Italia, Francia, Reino Unido, Austria y Suecia.[44] Al final de esta gira, dieron sus primeros conciertos en México.
- La Gira del Exceso (1993-1994): comenzó el 21 de mayo de 1993 y culminó el 16 de julio de 1994, período en el que dieron 134 conciertos divididos en tres etapas: Europa, México - Argentina - Chile y Europa (Festivales).[44]
- Avalancha Tour (también llamado Gira de la Conciencia, 1995-1996): la gira más larga del grupo, 152 conciertos entre Europa y América, tras la que anunciaron su separación.[50]
- Héroes del Silencio Tour 2007 (2007): fue la gira de despedida del grupo, a los 11 años de su separación. Durante los meses de septiembre y octubre recorrió las ciudades de Ciudad de Guatemala (Guatemala), Buenos Aires (Argentina), Monterrey y México, D. F. (México), Los Ángeles (Estados Unidos), y Zaragoza, Sevilla y Valencia (España).[142]

## Discografía
| - «Héroe de leyenda», 1987 - «La lluvia gris», 1987 - «Flor venenosa», 1989 - «Mar adentro», 1989 - «Agosto», 1989 - «Fuente esperanza», 1989 - «No más lágrimas» (directo), 1989 - «Entre dos tierras», 1990 - «Maldito duende», 1991 - «Despertar», 1991 - «Con nombre de guerra», 1991 - «Oración» (directo), 1991 - «Nuestros nombres», 1993 - «La herida», 1993 - «La sirena varada», 1993 - «Flor de loto», 1994 - «Iberia sumergida», 1995 - «La chispa adecuada», 1995 - «Deshacer el mundo», 1995 - «Avalancha», 1996 |

### Grabaciones originales
| Tipo             | Título               | Año  | Copias vendidas                                      | Discográfica |
| ---------------- | -------------------- | ---- | ---------------------------------------------------- | ------------ |
| EP               | Héroes del Silencio  | 1987 | 30 000                                               | EMI          |
| Álbum de estudio | El mar no cesa       | 1988 | 150 000                                              | EMI          |
| Álbum en directo | En directo           | 1989 | Edición limitada: 5000                               | EMI          |
| Álbum de estudio | Senderos de traición | 1990 | 400 000 (España) 250 000 (Alemania) 100 000 (Italia) | EMI          |
| Álbum en directo | Senda '91            | 1991 | Edición limitada: 25 000                             | EMI          |
| Álbum de estudio | El espíritu del vino | 1993 | 600 000                                              | EMI          |
| Álbum de estudio | Avalancha            | 1995 | 200 000                                              | EMI          |
| Álbum en directo | Parasiempre          | 1996 | 100 000 (España)                                     | EMI          |

### Recopilatorios
| Año  | Título                                                    | Formato       | Discográfica |
| ---- | --------------------------------------------------------- | ------------- | ------------ |
| 1998 | Rarezas                                                   | CD            | EMI          |
| 1999 | Edición del milenio                                       | 4 CD          | EMI          |
| 2000 | Canciones 1984-1996                                       | 2 CD          | EMI          |
| 2003 | Músicos, poetas y locos                                   | 2 CD          | EMI          |
| 2004 | Antología audiovisual                                     | CD + DVD      | EMI          |
| 2005 | El ruido y la furia                                       | CD + DVD      | EMI          |
| 2006 | El mar no cesa: Edición especial                          | 2 CD          | EMI          |
| 2006 | Senderos de traición: Edición especial                    | 2 CD          | EMI          |
| 2006 | El espíritu del vino: Edición especial                    | 2 CD          | EMI          |
| 2006 | Avalancha: Edición especial                               | 2 CD          | EMI          |
| 2006 | The Platinum Collection                                   | 3 CD + 2 DVD  | EMI          |
| 2007 | Tour 2007                                                 | 2 CD + 2 DVD  | EMI          |
| 2011 | Live in Germany                                           | LP / CD / DVD | EMI          |
| 2012 | El Espíritu del Vino 20 Anniversary Edition. Gran Reserva | LP / CD / DVD | EMI          |
| 2021 | Héroes: Silencio y Rock & Roll                            | 2 LP / 2 CD   | Warner Music |

## Videografía
Los videoclips promocionales grabados por Héroes del Silencio han sido los siguientes:

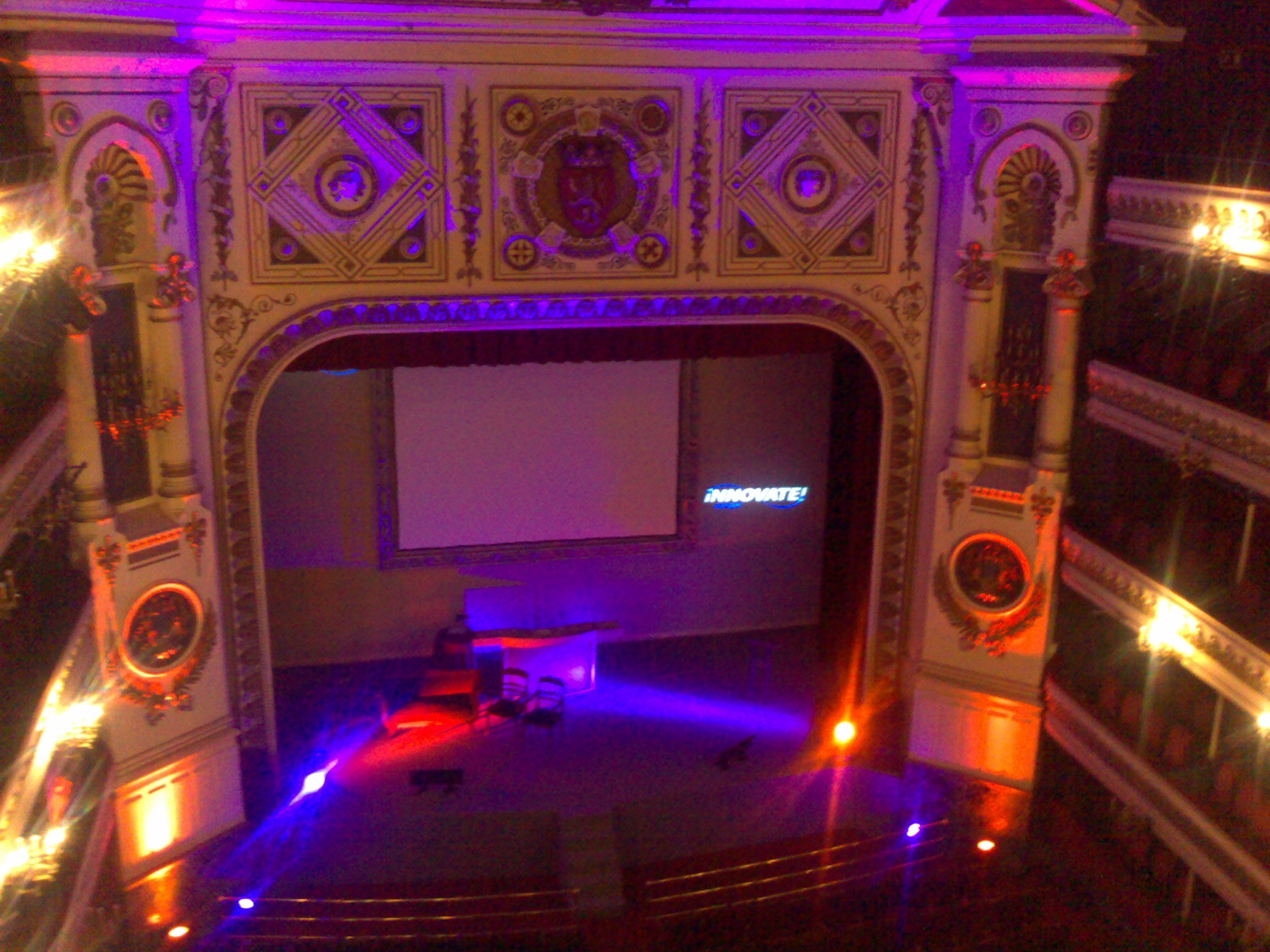
El escenario del Teatro Principal de Zaragoza fue el plató donde se rodó el videoclip de «La herida», en 1993. Su realización fue llevada a cabo por Video Inferno, y el clip fue codirigido por Jorge Ortiz y Pite Piñas.

| Vídeos musicales | Vídeos musicales             | Vídeos musicales            | Vídeos musicales     |
| ---------------- | ---------------------------- | --------------------------- | -------------------- |
| Año              | Título                       | Director(es)                | Notas                |
| 1989             | «Mar adentro»                | Antonio Díaz                |                      |
| 1990             | «Entre dos tierras»          | Alberto Sciamma             |                      |
| 1990             | «Maldito duende»             | Alberto Sciamma             |                      |
| 1991             | «Con nombre de guerra»       | Alberto Sciamma             |                      |
| 1993             | «Nuestros nombres»           | Jorge Ortiz/Pite Piñas      |                      |
| 1993             | «La herida»                  | Jorge Ortiz/Pite Piñas      |                      |
| 1994             | «La sirena varada»           | John Clayton                |                      |
| 1994             | «Los placeres de la pobreza» | Jorge Ortiz                 |                      |
| 1994             | «Flor de loto»               | Jorge Ortiz                 |                      |
| 1995             | «Iberia sumergida»           | Carlos Miranda/Juan Marrero |                      |
| 1995             | «La chispa adecuada»         | Carlos Miranda/Juan Marrero |                      |
| 1996             | «Avalancha»                  | Carlos Miranda/Juan Marrero |                      |
| 1996             | «Maldito duende en directo»  | Luis Párraga                | Promoción de Rarezas |
| 2007             | «Despertar»                  | Javier Alvero               | Promoción Gira 2007  |

## Premios
| Año  | Resultado | Categoría                          | Premio                         |
| ---- | --------- | ---------------------------------- | ------------------------------ |
| 1990 | Ganador   | Grupo revelación                   | Premios Iberpop                |
| 1991 | Ganador   | Mejor canción del año              | Premios Rockopop               |
| 1995 | Ganador   | Mejor videoclip                    | Premios Ondas 1995             |
| 1996 | Ganador   | Mejor videoclip latino             | Premios Billboard              |
| 1996 | Ganador   | Mejor banda de rock                | Premios Nuestro Rock           |
| 1996 | Ganador   | Mejor álbum                        | Premios Nuestro Rock           |
| 1996 | Ganador   | Mejor cantante                     | Premios Nuestro Rock           |
| 1996 | Ganador   | Mejor grupo en directo             | Premios Ondas 1996             |
| 2007 | Ganador   | Trayectoria                        | Premio Vendor                  |
| 2007 | Ganador   | Premio Especial del Jurado         | Premios Ondas 2007             |
| 2008 | Ganador   | Mejor directo                      | Premios de la Música Aragonesa |
| 2008 | Ganador   | Mejor difusión                     | Premios de la Música Aragonesa |
| 2008 | Ganador   | Mejor grupo                        | Premios de la Música Aragonesa |
| 2008 | Ganador   | Premio Especial                    | Premios de la Música Aragonesa |
| 2008 | Nominado  | Mejor Álbum Vocal Rock Dúo o Grupo | Grammy Latinos 2008            |
| 2012 | Ganador   | Mejor videoclip                    | Premios de la Música Aragonesa |

## Documental
En 2021 la plataforma Netflix estrenó la película documental Héroes: Silencio y Rock & Roll, dirigida por Alexis Morante, que recoge la historia de la banda con la intervención de sus miembros y vídeos inéditos. El documental fue finalista de los Premios Forqué 2021 en la categoría de mejor largometraje documental, y de los Premios Goya 2022 en la categoría de mejor película documental del año.